# Španělská heraldika

Státní znak Španělska

Španělská heraldika je heraldika vzniklá a používaná ve Španělsku. Vznikla (jako jiné v západní Evropě) na přelomu 11. a 12. století. Vedle britské heraldiky se nejvíc rozšířila po světě (Jižní Amerika).

## Pravidla a zvláštnosti

### Barvy
Ve španělské heraldice jsou kromě klasických tinktur zlata a stříbra i žluť a běloba.

### Heroldské figury
Lemy jsou velice časté. Mají na sobě často ještě další figury – hrady, lilie, svatoondřejské kříže…
Ve Španělsku je volná čtvrť umísťována po obou stranách a vyskytují se v ní i netypické heroldské figury – například:
- jefe palo – kombinace hlavy štítu a kůlu
- jefe cheurrón – kombinace hlavy štítu a krokve (horní část krokve je vkomponována do hlavy štítu).

### Štítonoši
Ve Španělské heraldice se též rozlišují štítonoši a strážci štítu. Strážci jsou lidé či andělé a mohou je používat pouze králové a princové, pokud nejsou uděleni jiným osobám. Štítonoši bývají zvířata a různá monstra a většinou se nedědí.

## Městská heraldika
Ve španělské městské heraldice se užívají lemy s nápisy a figurami Aragonu, Granady, Kastilie, Leónu a Navarry. Znaky Valencie a Barcelony jsou na routových štítech, což nemá jinde obdoby. Za období druhé republiky (1931–1939) převládaly hradební koruny, nyní se nejčastěji používají jakékoli figury.